# Dittenbrunntunnel
Der Dittenbrunntunnel (ehemals Tunnel Dittenbrunner Höhe) ist ein rund 824 m langer Eisenbahntunnel der Schnellfahrstrecke Hannover–Würzburg. Er ist der nördlichste Tunnel der Schnellfahrstrecke, der auf seiner ganzen Länge in Bayern liegt.

## Verlauf

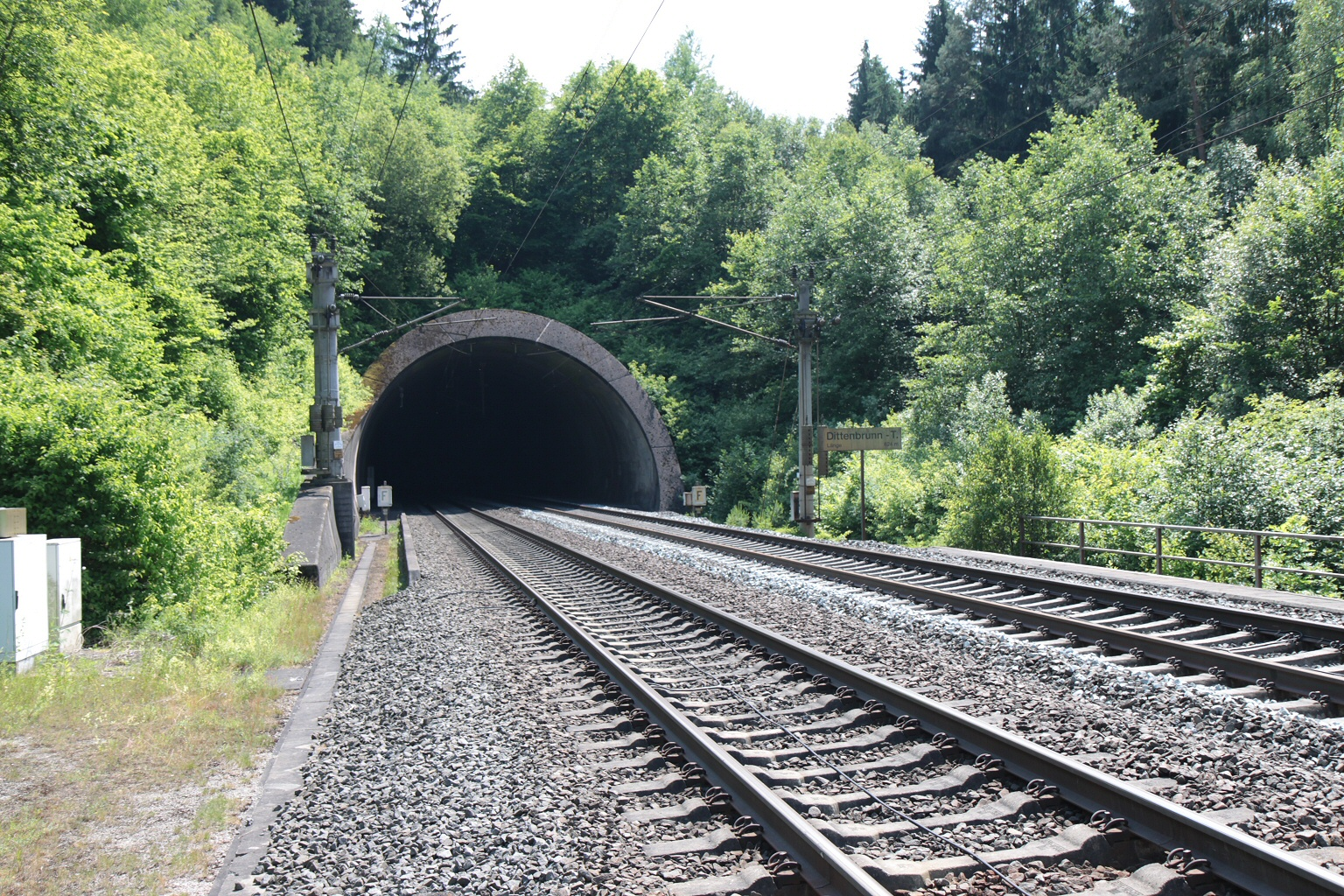
Blick auf das Nordportal (2010)

Der Tunnel verläuft auf Gebiet der unterfränkischen Gemarkung Obersinn.
Die Trasse beschreibt in südlicher Richtung durchgehend eine Linkskurve von 6.000 m Kurvenradius. Die Gradiente fällt in südlicher Richtung durchgehend mit 12,0 Promille ab.
Er unterquert, bei einer Überdeckung von bis zu 55 m, Schichten des Buntsandsteins.
Nördlich schließt sich die Hangbrücke Dittenbrunn an die Röhre an, südlich die Talbrücke Obersinn.

## Geschichte

### Planung
In der Planungs- und Bauphase lag die Röhre beim Baukilometer 256.
Ende 1977 war für den Tunnel eine Länge von 775 m vorgesehen gewesen. Trasse und Gradiente entsprachen dabei bereits dem später realisierten Bauwerk. Ende 1981 lag die geplante Länge bei 796 m.

### Bau
Die Bauarbeiten begannen im April 1981. Beauftragt war eine Arbeitsgemeinschaft der Unternehmen Polensky & Zöllner, Porr und Stuag.
Der Tunnel wurde am 8. Juli 1981 angeschlagen. Die Tunnelpatenschaft übernahm Jutta Weigelt, die Ehefrau von Horst Weigelt, dem damaligen Präsidenten der Bundesbahndirektion Nürnberg. Er verlief zwischen den Baukilometern 255,581 und 256,843.
Er wurde am 28. April 1982 als zweiter Tunnel der Neubaustrecke im Rahmen einer Feierstunde durchgeschlagen. Die Tunnelpatin löste dabei um 16:57:43 Uhr symbolisch die letzte Sprengung aus. Seine Länge wurde dabei ebenso noch mit 796 m wie Ende 1983.
Das Bauwerk wurde im Dezember 1982 fertiggestellt. Der Tunnel war Ende 1983 einer der ersten drei Tunnel im Südabschnitt der Strecke, der bereits fertiggestellt war.
Die 170.000 Kubikmeter Abraum aus dem Bau wurden in den Erdbauabschnitt zum angrenzenden Altengronauer Forst eingebaut. Eine andere Quelle spricht von 234.000 m³ Ausbruchsvolumen.
Am 17. August 1981 wurde bei den Bauarbeiten ein 45-jähriger Arbeiter von einem Bagger überrollt. Er verstarb später im Krankenhaus.
Die Baukosten wurden 1982 mit 24,5 Millionen D-Mark (etwa 12,5 Millionen Euro) angegeben, die Auftragssumme wurde im Vorjahr mit 19 Millionen D-Mark (etwa 10 Millionen Euro) angegeben.

## Technik
Im Tunnel stehen zwei Vorsignale.